# 內藤昌豐

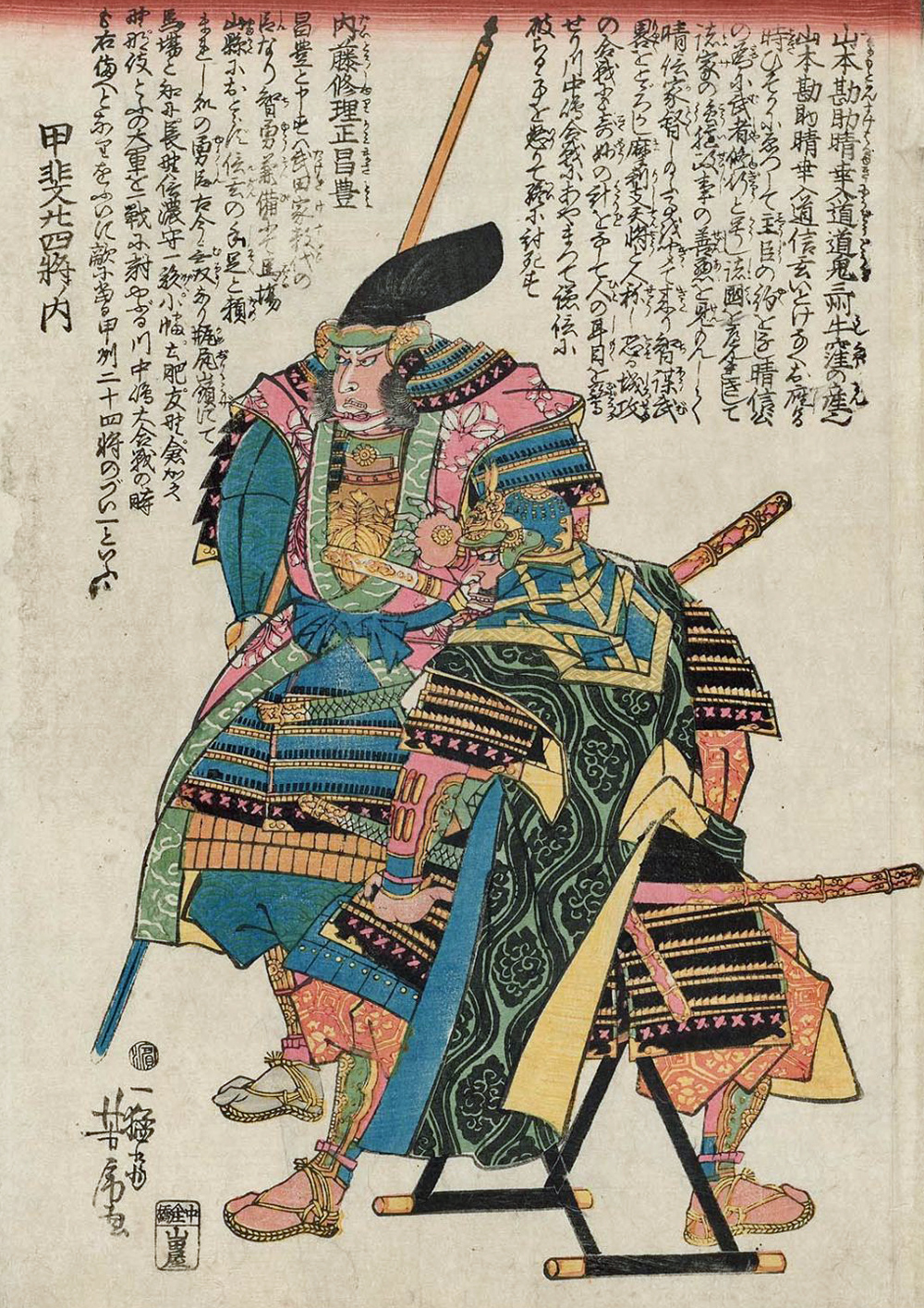
內藤昌豐

內藤昌豐（1522年—1575年6月29日）是日本戰國時代的武將。武田氏家臣，武田四天王、武田二十四將之一。別稱工藤源左衛門、工藤祐長、內藤修理亮。兒子有昌弘和養子昌月（有指是實子）。
以「内藤昌豐」的名字流傳於世，根據『高崎市史』裡記載是「内藤昌秀」。

## 生平

### 信虎時代
大永2年（1522年）出生，父親是武田信虎的重臣工藤虎豐，家中次男。一開始時名稱為工藤祐長。之後因為父親虎豐觸怒了信虎而與内藤虎資一起被信虎處死，為避難與兄長昌佑一起出奔，在諸國流浪。有力説法為於關東地方流浪。
在信虎被信玄流放後的天文15年（1546年），被信玄召還，並繼承工藤氏的舊領和家督之位。除此之外信玄還為父親處死虎豐一事謝罪並給予金子。同時被提拔為持有50騎的侍大將。

### 信玄時代
仕於信玄後參加信濃平定戰，在永祿4年（1561年）的第四次川中島合戰中擔任襲擊上杉軍背後的妻女山別働隊大將而活躍著。永祿9年（1566年），攻擊西上野箕輪城時獲得出眾的功績，因此在戰後被信玄進昇為持有300騎的大將，並擔任箕輪城城代，負責指揮西上野七郡方面的經營。但是最近的研究顯示內藤昌豐應是接任戰死的淺利信種成為箕輪城城代，就職的年份約是元龜元年（1570年），是否統管武田家所有的西上野七郡，亦存有爭議性。
永祿11年（1568年），因為一直以來的軍功，繼承斷絕了的武田家譜代名門内藤家，改姓内藤，同時進昇為修理亮。永祿12年（1569年）的三增峠之戰中率領小荷駄隊為自軍補給，不是只有華麗的戰功，還踏實地做著重要的工作。
元龜2年（1571年），北條氏康病死去，北條氏政與武田家和談，元龜3年（1572年），參加信玄的西上作戦，在三方原之戰中立下戰功。

### 勝賴時代
在元龜4年（1573年）4月信玄死去後，一度有對他不利的傳言，使得武田勝賴向內藤昌豐提出誓書表示信任。
於天正3年（1575年）的長篠之戰中，發覺到戰況不利時向勝賴進言撤退，但勝賴不接受，最後出撃並壯烈地戰死。享年54歲。戒名是善龍院泰山常安居士。墓所在群馬縣高崎市箕郷町生原。

## 人物‧逸話
- 擅長軍略，與武田信繁一同被評為武田的副將。在『甲陽軍鑑』中記載山縣昌景評價昌豐時說「典厩信繁和内藤昌豐才是真正的副將」（古典厩信繁、内藤昌豊こそは、毎事相整う真の副将なり）。

- 信玄的代表戰全部都有参加並經常立下戰功，卻一次都沒有從信玄處獲得感謝狀。關於這件事在「甲陽軍鑑」中記載著信玄的說話「想成為修理亮這樣持有一國的話，立下相應的功勞是必然的」（修理亮ほどの弓取りともなれば、常人を抜く働きがあってしかるべし）。另一方的昌豐則說「相比起在合戰中跟從大將的命令來獲得勝利，兒戲地執著於個人功績只是小事阿」（合戦は大将の軍配に従ってこそ勝利を得るもので、いたずらに個人の手柄にこだわることなど小さなことよ），對沒收到感謝狀一事完全沒有介意。顯示出信玄和昌豐的深厚的信賴關係。

- 最後在長篠之戰中戰死，昌豐被德川軍圍殲時突襲德川家康本陣，在柳田前被本多忠勝擋下。首級被德川軍榊原康政配下的朝比奈泰勝取下。

## 子孫
昌豐死後，内藤昌月繼任家督。有說法指昌月是親生子，另外有說法指昌月（千次郎）是保科正俊的三男，後來成為昌豐的養子。次男為内藤昌弘，但是詳細的事跡沒有記載。

## 登場作品
- 天與地 (大河劇)（1969年，NHK大河劇，演員：内藤修理－高橋正夫）